# Stenhomalus komiyai
Stenhomalus komiyai là một loài bọ cánh cứng trong họ Cerambycidae.